# Schienenverkehr in Südafrika

Eisenbahnstreckennetz Südafrikas (graue Linien: ohne Betrieb)

Der Schienenverkehr in Südafrika spielt eine große Rolle in der Entwicklung Südafrikas. Heute ist vor allem der Güterverkehr von Bedeutung. Das Ministerium für Öffentliche Unternehmen (Department of Public Enterprises) und das Ministerium für Transport (Department of Transport) tragen für den Schienenverkehr die staatliche Verantwortung.
Der Regional- und Vorortverkehr wird von der 2009 gegründeten Passenger Rail Agency of South Africa (Prasa) durchgeführt.

## Das Streckennetz
Das Streckennetz hatte 2008 eine Länge von rund 20'192 Kilometern. Davon waren 19'756 Kilometer in Kapspur (1067 mm Spurweite) ausgeführt. Südafrika hat damit nach Japan das zweitlängste Schmalspurnetz aller Länder. Daneben gab es 2008 122 Kilometer mit einer Spurweite von 750 und 314 mit einer von 610 Millimetern. Zwei Strecken für den Gautrain im Gebiet von Johannesburg und Pretoria wurden um 2010 in Normalspur gebaut. Rund drei Fünftel der Strecken sind nicht elektrifiziert und werden mit Diesellokomotiven befahren. Die elektrifizierten Strecken werden mit 3 kV Gleich- sowie 25 oder 50 kV Wechselspannung und Oberleitung betrieben. In der Vergangenheit gab es in mehreren Großstädten Straßenbahnnetze.

### Grenzübergänge im Schienenverkehr
Das südafrikanische Eisenbahnnetz schließt
- bei Ressano Garcia mit der Bahnstrecke Pretoria–Maputo an das Netz der mosambikanischen Eisenbahn CFM,
- bei eGolela und südlich von Komatipoort an das Netz der Eswatini Railways in Eswatini. Eine schon lange projektierte Verbindung ist der Swazilink, der eine bestehende Strecke in Südafrika ab Lothair mit Grenzübergang bei Nerston mit Matsapha in Eswatini verbinden wird
- bei Musina/Beitbridge an das Netz der National Railways of Zimbabwe,
- bei Ottoshoop an die Strecke nach Gaborone und Francistown in Botswana sowie Plumtree in Simbabwe und
- westlich von Upington an das Netz der TransNamib von Namibia an.

Daneben gibt es eine von Transnet Freight Rail betriebene Strecke nach Maseru in Lesotho. Die Streckenlänge in Lesotho beträgt 1,6 Kilometer.
Das Streckennetz von Transnet Freight Rail ist durch die Eisenbahnen der Nachbarstaaten verbunden mit Zambia Railways, der TAZARA, dem südlichen Netz von Société Nationale des Chemins de fer du Congo, dem Schienennetz in Malawi, der Benguelabahn sowie Caminhos de Ferro de Moçambique-Zentral und -Nord.

## Betreiber und Entwicklung des Sektors
Der größte Teil des Güterverkehrs liegt in Verantwortung des staatlichen Unternehmens Transnet, das dafür seinen Geschäftsbereich Transnet Freight Rail hat. Dazu gehört auch das öffentliche Streckennetz. Für den Personenfernverkehr ist seit 2009 die Passenger Rail Agency of South Africa (PRASA) verantwortlich, nachdem Transnet diesen Bereich aus wirtschaftlichen Gründen abgegeben hat. Sie betreibt auch für den Nahverkehr in den Ballungsräumen die Metrorail-Netze, für die Transnet umfangreiche technische Dienstleistungen erbringt.
Seit 2009 gibt es ein jährliches Treffen von Institutionen aus dem Transportsektor, das unter der Bezeichnung Railways & Harbours in Form einer Ausstellung und einer Konferenz veranstaltet wird. Es dient der Entwicklung des Schienenverkehrs und dem Austausch von den damit verbundenen wirtschaftlichen Interessenten.

## Personenverkehr

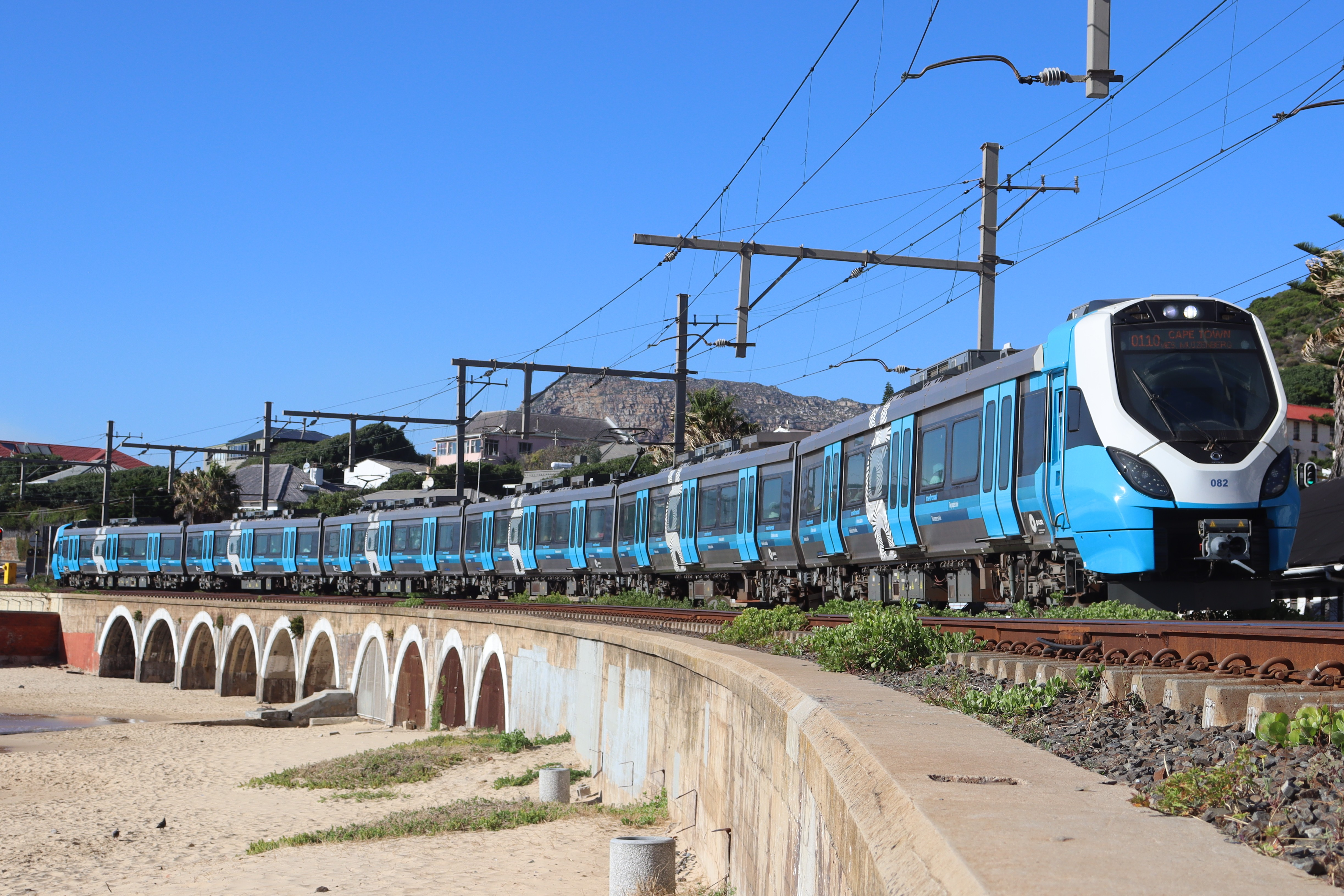
X’Trapolis Mega der Metrorail Kapstadt im Bahnhof Kalk Bay

Der Hauptanteil des schienengebundenen Personenverkehrs erstreckt sich heute auf den Nahverkehr in den Ballungsräumen. Unter der Bezeichnung Metrorail verkehren Vorortzüge in den Regionen Johannesburg, Pretoria, Kapstadt, Durban, Gqeberha und East London.
Daneben gibt es Fernzüge mit teilweise langen Laufwegen. Die meisten Fernzüge verkehren unter der Bezeichnung Shosholoza Meyl (Shosholoza ist ein Volkslied, das von Arbeitern bei der Zugfahrt handelt; Meyl heißt etwa „Langstreckenzug“). Sie verbinden die großen Zentren des Landes und verkehren bis zu ein Mal täglich. Die Shosholoza Meyl-Züge verkehren als „Premier Classe“-, „Tourist/Sitter“- oder „Economy“-Züge. Letztere dienen vorrangig dem nichttouristischen Personenverkehr.

Linienplan der Shosholoza Meyl-Züge (Stand 2012)

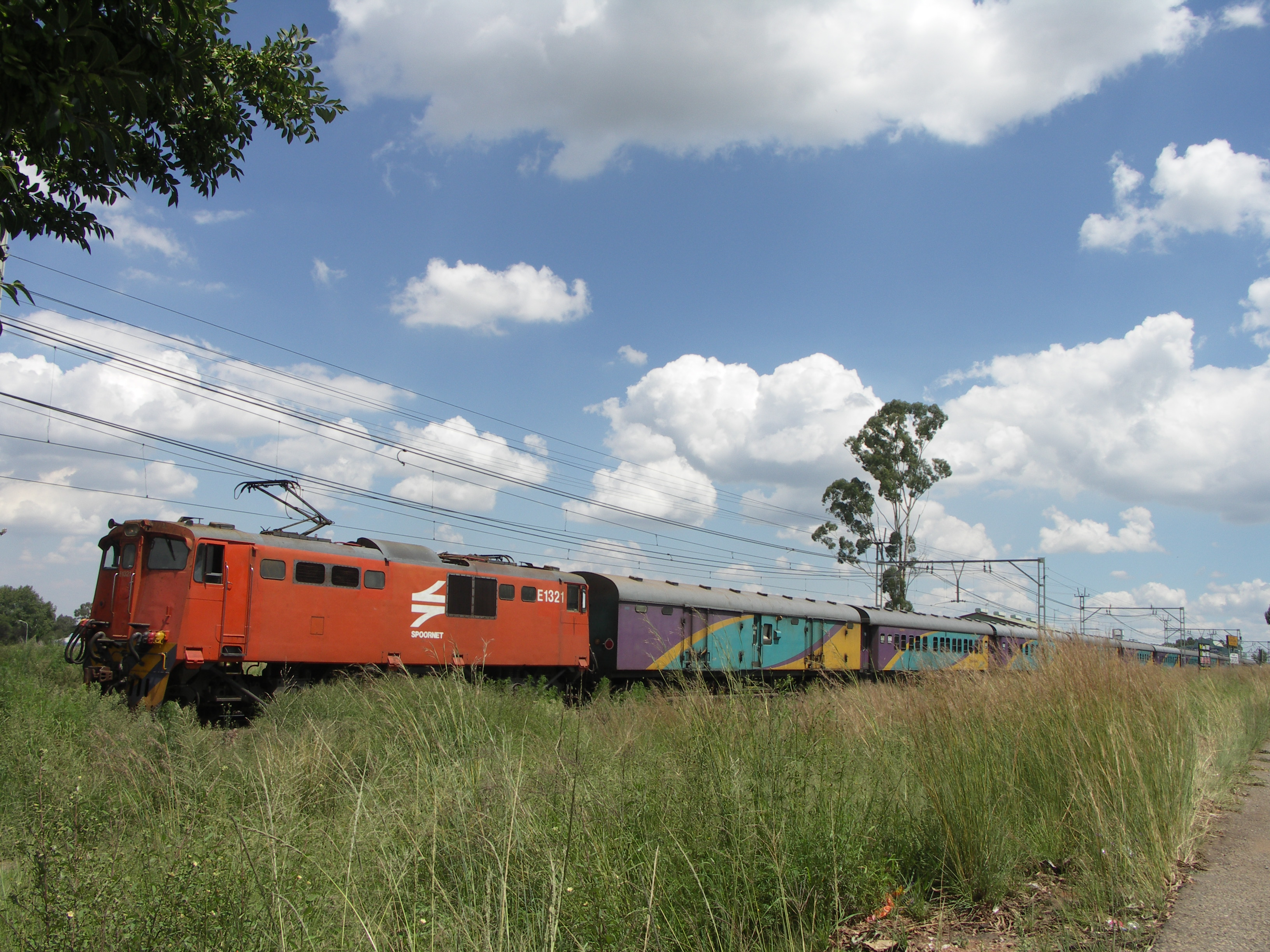
Shosholoza Meyl-Zug

Von Johannesburg aus werden Kapstadt, Durban, Bloemfontein, Gqeberha, East London und Mafikeng erreicht. Außerdem gab es zumindest bis 2012 Züge nach Komatipoort und bis 2008 Züge der Relation Alicedale–Grahamstown. Die Reisegeschwindigkeit der Fernzüge ist relativ niedrig. So benötigt ein Shosholoza Meyl-Zug für die rund 1500 Kilometer lange Strecke Johannesburg–Kapstadt rund 27 Stunden, erreicht also durchschnittlich rund 56 km/h.
Weiterhin gibt es als ausschließlich für Touristen ausgelegte Luxuszüge den Blue Train und den Pride of Africa. Der längste Laufweg des Pride of Africa, der als luxuriösester Zug der Welt gilt, ist Kapstadt–Daressalam. Auf zahlreichen Strecken gibt es gelegentliche oder regelmäßige touristische Fahrten mit historischen Lokomotiven. Bekannt war der Outeniqua Choo-Tjoe, der zuletzt auf der Bahnstrecke George–Mossel Bay verkehrte.
Auf zahlreichen Strecken, die früher regelmäßig bedient wurden, fahren keine Personenzüge mehr. Heute wird kein Nachbarland mehr von regulären Personenzügen erreicht. Letzte Ausnahme war die namibische TransNamib, die regelmäßige Verbindungen zwischen Windhoek und Upington anbot (ungefähr bis 2008).

## Güterverkehr
Der schienengebundene Güterverkehr ist die wichtigste Art des Warentransports in Südafrika. Der Güterverkehr richtet sich vor allem auf die Häfen Südafrikas aus, wie Richards Bay, Durban, Kapstadt, Gqeberha mit dem Hafen Ngqura und East London sowie auf den mosambikanischen Hafen Maputo. In Johannesburg befindet sich das City Deep Container Terminal, das größte Güterverkehrszentrum Afrikas.
Zum Abtransport von Erzen wurde eigens die 861 Kilometer lange Erzbahn von Sishen zum Hafen Saldanha am Atlantik gebaut, die als einzige Strecke in Südafrika mit 50 kV Wechselspannung elektrifiziert ist.
Zur Entlastung und Neuordnung des Güterverkehrs auf der Richards Bay Coal Line zwischen Mpumalanga und dem Hafen von Richards Bay befindet sich seit 2012 eine Umgehungsstrecke, Swazilink genannt, mit teilweisem Streckenverlauf über Eswatini in Planung.

## Geschichte

### Entwicklung des Streckennetzes
Die erste Bahnstrecke Südafrikas war die am 26. Juni 1860 eröffnete normalspurige rund drei Kilometer lange Strecke Durban–Point der Natal Railway.
1862 wurde die Strecke Kapstadt–Eersterivier durch die Cape Town Railway and Dock Company fertiggestellt. Zusammen mit dem 1865 eröffneten Abschnitt nach Wellington war die Strecke 72 Kilometer lang. Die erste Lokomotive dieser Strecke steht noch heute als Denkmal im Kapstadter Bahnhof. 1864 folgte die Strecke Kapstadt–Wynberg der Wynberg Railway Company.
Im Jahre 1880 wurde der erste Abschnitt der Natal Main Line von Durban nach Pietermaritzburg eröffnet. Die Strecke war in Kapspur angelegt, die normalspurige Natal Railway in Durban wurde bereits 1877 von den Natal Government Railways übernommen und auf Kapspur umgespurt.

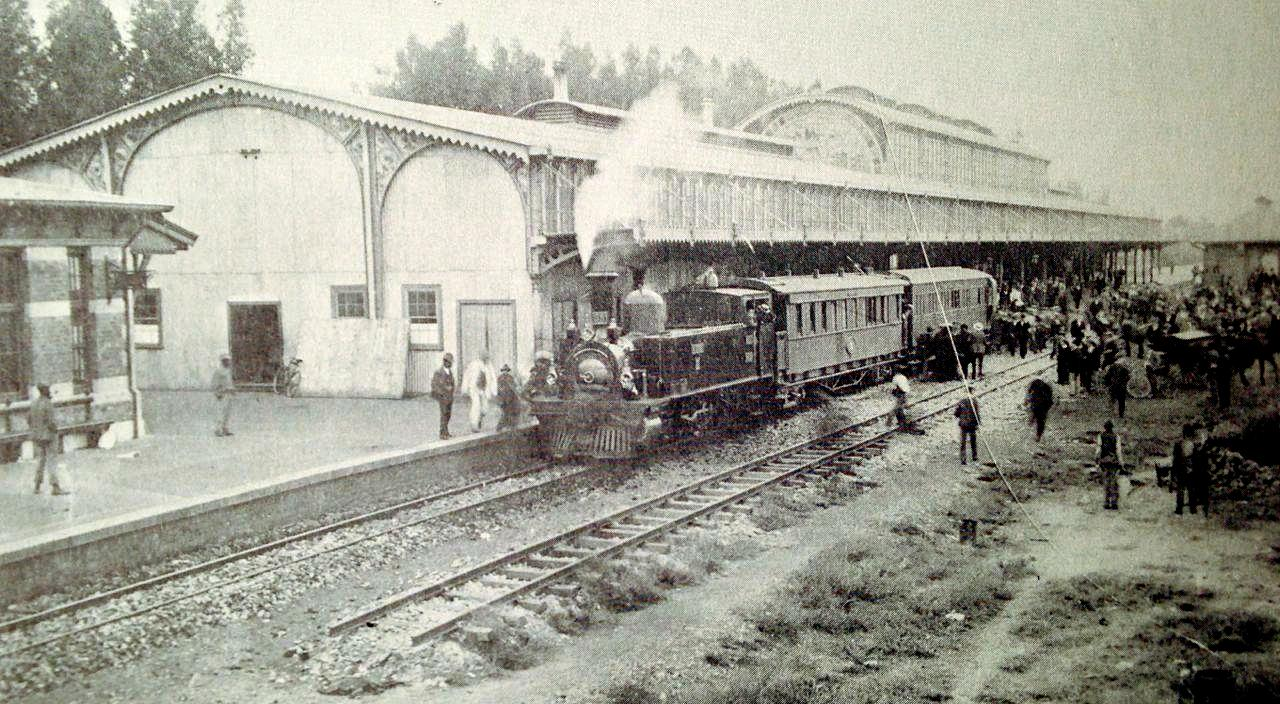
Zug mit Dampflokomotive auf der Rand-Tram-Strecke vor dem überdachten Bahnsteig des Bahnhofs Johannesburg Park

Die erste Bahnstrecke in der damaligen Transvaal-Republik führte von Johannesburg nach Boksburg zu den dortigen Kohlebergwerken. Sie wurde 1890 durch die Nederlandsch-Zuid-Afrikaansche Spoorweg Maatschappij (NZASM) eröffnet und wurde als Rand Tram (deutsch etwa: „Straßenbahn des Witwatersrand-Gebiets“) bezeichnet, obwohl es sich um eine Eisenbahnstrecke handelte, die allerdings einen anfänglich einen sehr leichten Oberbau hatte. Im selben Jahr wurde die Strecke in beide Richtungen nach Krugersdorp und Springs verlängert.
1892 wurden die Industriegebiete Transvaals über Bloemfontein an die Häfen Kapstadt, Port Elizabeth und East London angeschlossen.
1894 eröffnete die NZASM die Bahnstrecke Pretoria–Lourenço Marques, die Pretoria mit dem heutigen Maputo verbindet. Diese Streckenführung war um 1880 bereits konkret erwogen worden, da sie wegen relativ kurzer Distanz zum Indischen Ozean und der günstigen Zollpolitik Portugals geringere Güterkosten verhieß. Eine Anleihe in Höhe von einer halben Million Pfund am Kapitalmarkt Amsterdam scheiterte in den 1880er Jahren. Ein schweres Hindernis bei den Streckenplanungen bildeten die steilen Berghänge und die tiefen Taleinschnitte auf der Seite Transvaals unweit von Komatipoort im Bereich des Crocodile River. Diese Geländeeigenschaften hatten einst auch den Bau einer leistungsfähigen Straße verzögert. Nachdem die Bahnstrecke durchgängig befahrbar war, bildete sie über viele Jahrzehnte hinweg eine der wichtigsten Transportrouten für Güter aus dem nördlichen Raum Südafrikas, die ans Meer gebracht werden mussten. Kohle, Stahl und Zucker gelangten an die Häfen von Lourenço Marques und auf diese Weise zu Kraftwerken und anderen Verbrauchern an der Küste Südafrikas. Im Zuge einer auf wirtschaftliche Unabhängigkeit abzielenden Regierungspolitik, den Bothanomics von Pieter Willem Botha und der veränderten politischen Lage im südlichen Afrika, besonders in Mosambik, begann Südafrika mit dem Bau einer neuen Eisenbahnstrecke über Eswatini zum Güterhafen Richards Bay im östlichen Natal, der dadurch weiter an Bedeutung gewann. In der Folge konnten Ladegüter aus den östlichen Transvaalgebieten auf politisch sicherem Territorium zu einem eigenen nahen Seehafen geliefert werden. In diesem Zusammenhang versuchte Pretoria, den Einfluss der SADCC von dem kleinen Nachbarland abzudrängen.
1898 wurde eine Strecke von Kimberley über das damalige Mafeking zu den damaligen Kolonien Betschuanaland, Südrhodesien und Nordrhodesien errichtet (heute: Botswana, Simbabwe und Sambia). Im selben Jahr wurde die Provinz Natal durch eine Strecke nach Transvaal an das südafrikanische Netz angeschlossen. Damit war ein landesweites Netz entstanden. Die Pläne dazu gingen auf Cecil Rhodes zurück, der ein Schienennetz „von Kapstadt bis Kairo“ angestrebt hatte.

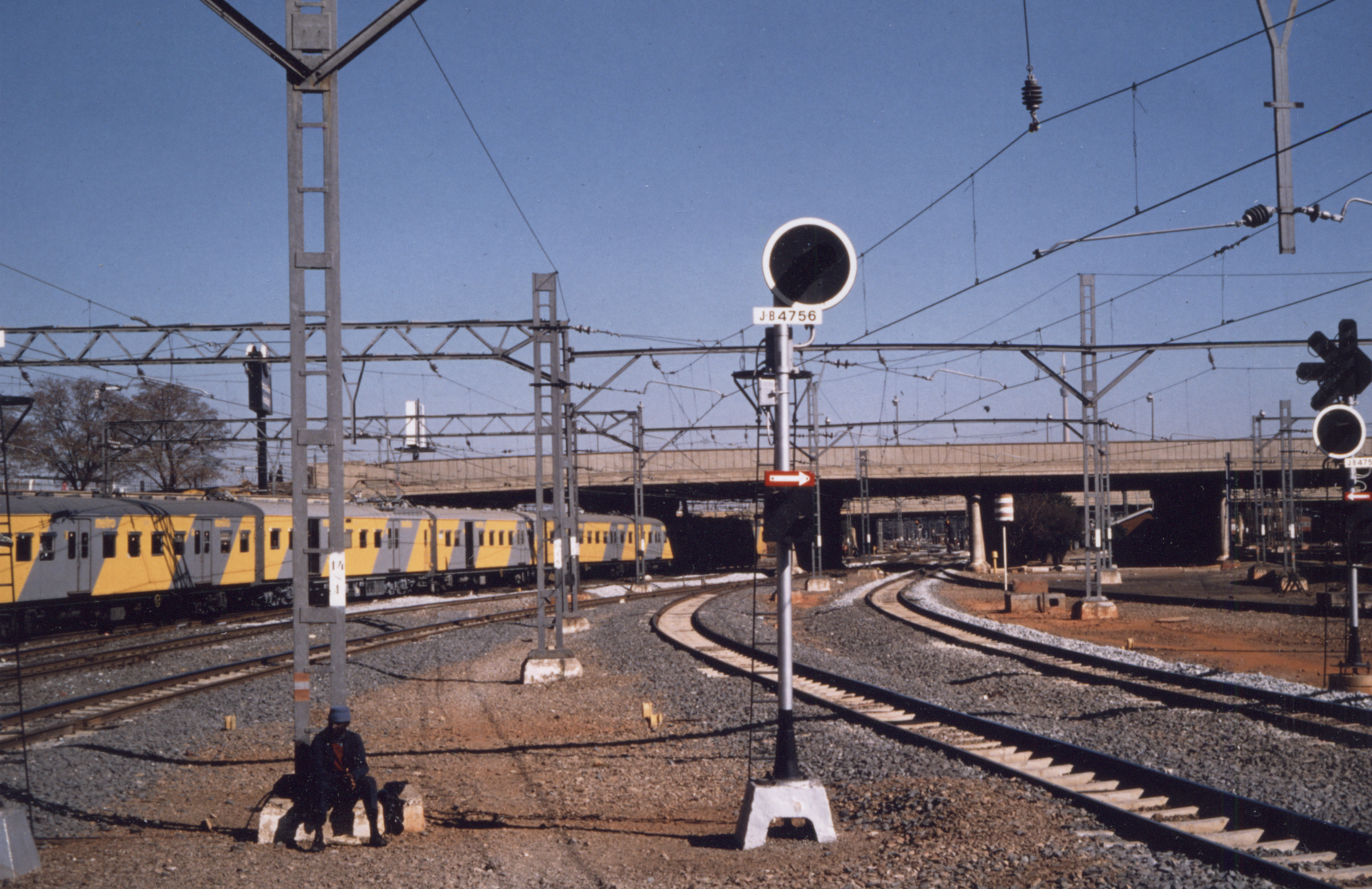
Johannesburg Park Station, Westkopf (1991)

Nach dem Zweiten Burenkrieg wurde die NZASM zur Central South African Railways (CSAR). Nachdem sich 1910 die vier Provinzen Kapprovinz, Oranje-Freistaat, Transvaal und Natal zur Südafrikanischen Union zusammengeschlossen hatten, wurden 1916 die CSAR, die Cape Government Railways und die Natal Government Railways zur South African Railways & Harbours (SAR&H) verschmolzen.
Im April 1981 wurden erste Schritte zu einer verstärkten Kommerzialisierung der staatlichen Bahngesellschaft unternommen. An Stelle der SAR&H wurde die als Unternehmen geführte South African Transport Services (SATS) gegründet, die auch andere Verkehrsträger umfasste. Am 1. April 1990 wurde daraus schließlich die staatseigene Gesellschaft Transnet. Bis 2007 hieß die für den Schienenverkehr zuständige Transnet-Tochtergesellschaft Spoornet (deutsch etwa: „Gleisnetz“). 1997 wurde Metrorail aus Spoornet herausgelöst und eine eigenständige Tochtergesellschaft, die seither für den Betrieb von Nahverkehrszügen in den Ballungsräumen zuständig ist. 2007 wurde Spoornet in Transnet Freight Rail umbenannt. Dies soll den Vorrang des Güterverkehrs in Südafrika zum Ausdruck bringen. Die Abwicklung des Personenverkehrs wurde 2006 ausgegliedert und zusammen mit Shosholoza Meyl in Einzelschritten bis 2009 der neu gegründeten Passenger Rail Agency of South Africa (PRASA) übertragen. Eine umfangreiche Palette technischer Dienstleistungen blieb jedoch weiterhin bei Transnet.

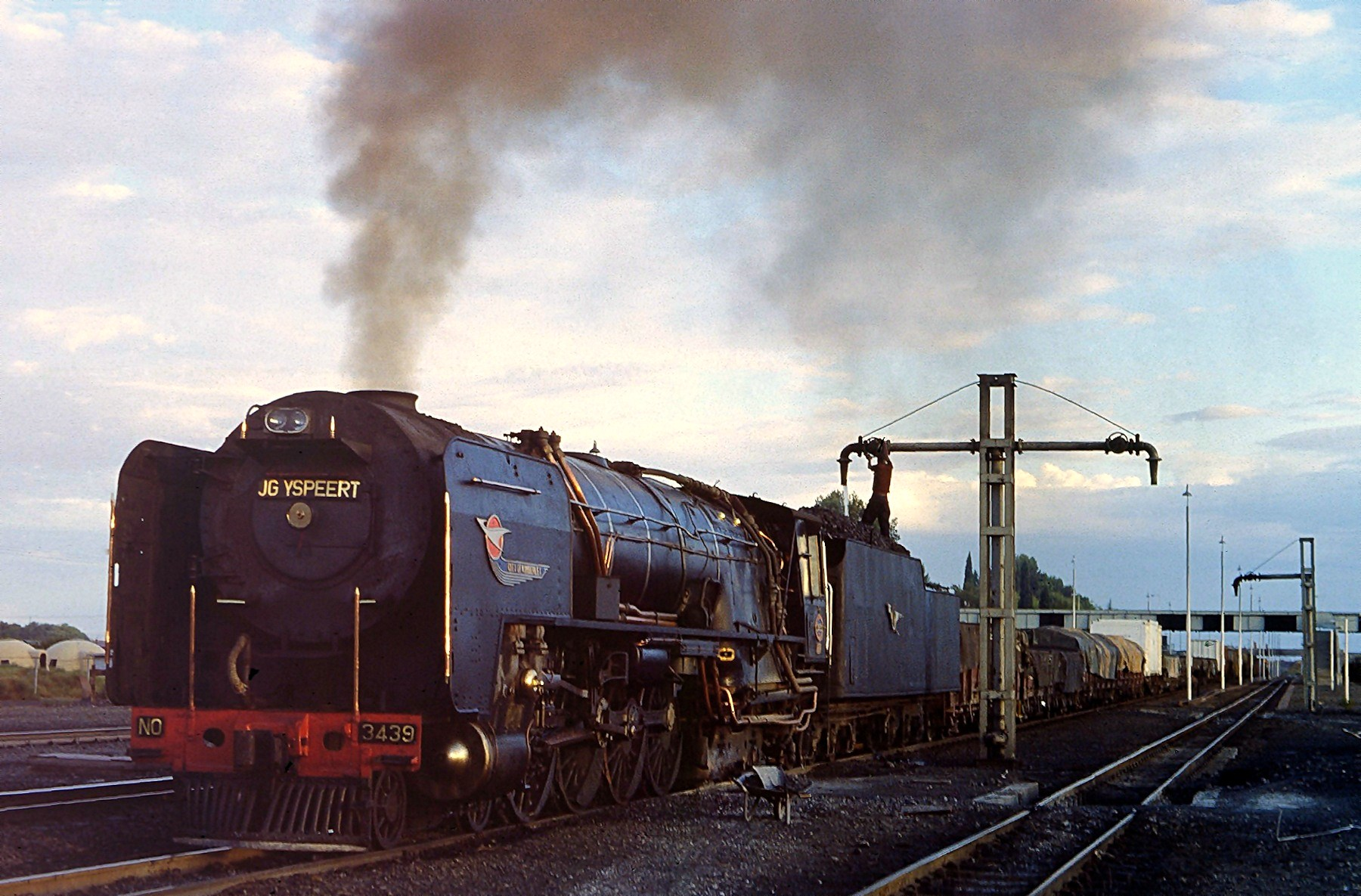
25NC 3439 mit einem Güterzug im Bahnhof Orange River (1985)

### Lokomotiven
Lange Zeit wurden vorrangig Dampflokomotiven für die Bespannung der Züge eingesetzt. Dazu trugen die hohe Leistungsfähigkeit der Lokomotiven und die Verfügbarkeit von Kohle aus heimischer Produktion bei. Besonders erfolgreiche Dampfloktypen waren Garratt-Lokomotiven, die in Kap- und 610-mm-Spur beschafft wurden, und Klasse-25-Lokomotiven. Einige von ihnen wurden bei Henschel in Deutschland gebaut. Die Dampflokomotive Red Devil (deutsch: „Roter Teufel“) ging aus einer Dampflokomotive der Klasse 25 hervor und gilt bis heute als leistungsfähigste Schmalspurdampflokomotive der Erde.
Lokomotiven der Baureihe SAR-Klasse 1E waren die ersten elektrischen Lokomotiven im südafrikanischen Streckeneinsatz. Ihre Indienststellungsperiode begann 1925 und der Betriebseinsatz dieser Fahrzeuge dauerte bis in die 1980er Jahre an.
Nachdem 1958 die erste Diesellokomotive in Durban in Betrieb genommen worden war, beschlossen die South African Railways 1970, die Dampflokomotiven abzulösen. Noch 1988 waren aber über 600 Dampflokomotiven im Einsatz. Weitere Dampflokomotiven waren bei Industriebahnen in Betrieb.

### Die Eisenbahn in der Zeit der Apartheid
Die staatlichen Eisenbahnen sind nach 1948 von den ideologischen Handlungsfeldern der Apartheidspolitik fortschreitend übernommen worden. So herrschte in den Personenwagen strikte Rassentrennung, die bereits durch Beschilderung an den Einstiegen angezeigt wurde. Ebenso waren die Zugänge auf größeren Bahnhöfen nach „Nichtweiße“ und „Weiße“ getrennt. Erst in den späten 1980er Jahren wurden diese Beschränkungen schrittweise aufgehoben. Sozioökonomische Belange der „nichtweißen“ Bevölkerung fanden bei der Entwicklung der Transportinfrastruktur nur ungenügende Berücksichtigung.

### Straßenbahnen
In Städten wie Johannesburg, Kapstadt, Pretoria und Durban gab es elektrisch betriebene Straßenbahnen. Die erste südafrikanische Straßenbahn wurde 1890 in Johannesburg eröffnet. Bis Anfang der 1960er Jahre wurden alle Strecken stillgelegt. Eine zwei Kilometer lange Straßenbahnstrecke wurde 1985 in Kimberley vor allem für touristische Zwecke eingerichtet. Sie wird auch heute noch betrieben (Stand 2010).

## Sonstiges
Der Klinikzug Phelophepa dient der ambulanten Behandlung von Patienten in ländlichen Gebieten.